# Зеугити
Зеугити (грч. ζευγῖται) су били припадници средње класе атинског друштва у 5. веку п. н. е. 

## Права
Солон је 594. п. н. е. изабран за архонта са посебним овлашћењима да донесе законе. Солон је грађане Атине поделио у четири класе према годишњој висини прихода. У класу зеугита је спадао атински грађанин чији су годишњи приходи са њива, повртњака и воћњака превазилазили 200 чврстих или течних мера (зрно; вино, маслиново уље...). У складу са годишњим приходима одређивао се и обим права која грађанин поседује. Зеугити су били обавезни да служе у пешадији као тешко наоружани војници. Припадници класе зеугита могли су се кандидовати за: 
- Еклесију
- Веће 400
- Архонте (од 456. п. н. е.)